# Eperua grandiflora
Eperua grandiflora är en ärtväxtart som först beskrevs av Jean Baptiste Christophe Fusée Aublet, och fick sitt nu gällande namn av George Bentham. Eperua grandiflora ingår i släktet Eperua och familjen ärtväxter.

## Underarter
Arten delas in i följande underarter:
- E. g. grandiflora
- E. g. guyanensis